# Xã Arcade, Quận Faulk, South Dakota
Xã Arcade (tiếng Anh: Arcade Township) là một xã thuộc quận Faulk, tiểu bang Nam Dakota, Hoa Kỳ. Năm 2010, dân số của xã này là 38 người.